# Dunstaart
Dunstaart (Parapholis strigosa) is een eenjarige plant, die tot de grassenfamilie (Poaceae) behoort. De plant staat op de Nederlandse Rode lijst van planten als zeldzaam en matig afgenomen. De plant komt van nature voor in West-Europa en langs de Middellandse Zee. In Australië is de plant ingevoerd. Het aantal chromosomen is  2n = 28.
De plant wordt 5 - 30 cm hoog, is onderaan sterk vertakt en heeft rechtopstaande tot liggende stengels. De plant heeft gele wortels. De grijsgroene, samengevouwen of vlakke, lijnvormige, kale bladeren zijn tot 2,5 mm breed. De bladscheden hebben een 1 mm groot tongetje. Naast het tongetje zit vaak een tand.

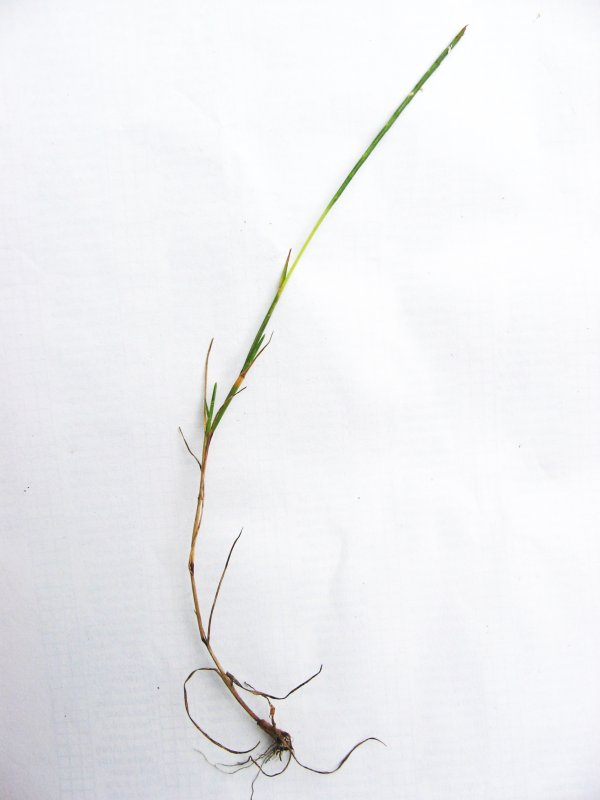
Dunstaart

De plant bloeit in juni en juli met een 4 - 7 mm lange en 1 -1,5 mm dikke, rolronde aar. De meestal gebogen aar heeft een broze aarspil. De ongeveer 7 mm lange aartjes zijn in uithollingen tegen de aarspil gedrukt en hebben één bloem. Vlak onder ieder aartje heeft de aaras een gewricht. De harde, smal lancetvormige, spitse kelkkafjes zijn iets langer dan de vliezige kroonkafjes en hebben 3 of 5 nerven. De meeldraden hebben witte, 2 - 3 mm lange helmhokjes.
De vrucht is een tot 3 mm lange graanvrucht met aan het boveneind een kort, vliezig aanhangsel.
Dunstaart komt voor op kwelders, schorren en op zilte plaatsen.

## Namen in andere talen
- Duits: Gekrümmter Dünnschwanz
- Engels: Sea hard-grass, Slender Barb-grass, Strigose sicklegrass
- Frans: Lepture raide